# 迪爾斯伯勒 (北卡羅萊納州)
迪爾斯伯勒（英語：Dillsboro）是一個位於美國北卡羅萊納州傑克遜縣的城鎮。

## 人口
根據2020年美國人口普查的數據，迪爾斯伯勒的面積為1.24平方千米，皆為陸地。當地共有人口213人，而人口密度為每平方千米172人。